# Новая Деревня (Ульяновская область)
Новая Деревня — село в Барышском районе Ульяновской области. Входит в состав Жадовского городского поселения.

## География
Населённый пункт расположен в 27 километрах к юго-западу от города Барыш — административного центра района. Расстояние до Ульяновска — 132 километра.

### Часовой пояс
Новая Деревня, как и вся Ульяновская область, находится в часовой зоне МСК+1. Смещение применяемого времени относительно UTC составляет +4:00.

## История
Новая Деревня основана во второй половине XIX века, как деревня Дурасовка.
На 1859 год в деревне Новая в 38 дворах жило: 159 м. п. и 172 ж. п..
На 1897 год в деревне Новая (Дурасовка) в 57 дворах жило: 181 м. п. и 184 ж. п., имелась часовня.
10 декабря 2002 года был изменён статус Новой Деревни с деревни на село. До 2005 года входило в состав ныне упразднённого Самородкинского сельсовета.

## Население
| 2010 |
| ---- |
| 81   |

Население села: на 1900 г. в дер. Новой (Дурасовка, при рч. Самородке, в 7 вер.; н. р.) в 59 двор. 174 м. и 171 ж.; в 1996 году — 140 человек.

## Инфраструктура
Село разделено на две улицы: Заречная и Центральная.